# Zapteryx
A Zapteryx a porcos halak (Chondrichthyes) osztályának a Rhinopristiformes rendjébe, ezen belül a Trygonorrhinidae családjába tartozó nem.

## Rendszertani eltérések
Egészen 2016-ig az idetartozó fajokat, még a hegedűrája-félék (Rhinobatidae) családjába sorolták be. A FishBase egyelőre még hegedűrájákként kezeli ezeket a fajokat.

## Tudnivalók
A Zapteryx-fajok az Amerikák két partja mentén, az Atlanti-óceán délnyugati részén, valamint a Csendes-óceán keleti felén fordulnak elő. E porcos halak mérete fajtól függően 54-97 centiméter közötti.

## Rendszerezés
A nembe az alábbi 3 élő faj tartozik:
- Zapteryx brevirostris (J. P. Müller & Henle, 1841)
- Zapteryx exasperata (D. S. Jordan & C. H. Gilbert, 1880) - típusfaj
- Zapteryx xyster D. S. Jordan & Evermann, 1896

### Fordítás
- Ez a szócikk részben vagy egészben  a   Zapteryx című angol Wikipédia-szócikk ezen változatának fordításán alapul.  Az eredeti cikk szerkesztőit annak laptörténete sorolja fel. Ez a jelzés csupán a megfogalmazás eredetét és a szerzői jogokat jelzi, nem szolgál a cikkben szereplő információk forrásmegjelöléseként.